# Selezioni giovanili della nazionale maschile di pallacanestro della Repubblica Ceca
Le selezioni giovanili della nazionale di pallacanestro della Repubblica Ceca, sono state gestite dalla Federazione cestistica della Repubblica Ceca e partecipavano ai tornei cestistici internazionali per squadre nazionali, limitatamente a specifiche classi d'età.

## Universitaria
Rappresenta la selezione dei migliori atleti della nazionale ceca.

### Partecipazioni
- 1997 - 10°
- 2007 - 18°
- 2011 - 11°
- 2013 - 15°
- 2017 - 12°

- 2019 - 11°
- 2023 -  1°

## Under-20
Rappresenta i migliori giocatori di nazionalità ceca di età non superiore ai 20 anni. Partecipa a tutte le manifestazioni internazionali giovanili di pallacanestro per nazioni gestite dalla FIBA.
Nel corso degli anni questa selezione ha subito alcuni cambiamenti nel nome, dovuti agli adeguamenti nelle normative della FIBA in fatto di classificazione delle categorie giovanili.
Agli inizi la denominazione originaria era nazionale Juniores, in quanto la FIBA classificava le fasce di età sotto i 22 anni con la denominazione "juniores". In seguito, denominazione e fasce di età sono state equiparate, divenendo nazionale Under 22. Dal 2000, la FIBA ha modificato nuovamente il tutto, equiparando sotto la dicitura "under 20" sia denominazione che fasce di età. Da allora la selezione ha preso il nome attuale.
Fino al 1992, gli atleti cechi, hanno militato nella nazionale di categoria cecoslovacca.

### Partecipazioni
FIBA EuroBasket Under-20
- 2000 - 12°
- 2004 - 8°
- 2005 - 16º
- 2010 - 16°
- 2013 - 17°

- 2014 - 17°
- 2015 - 6°
- 2016 - 7°
- 2017 - 15°
- 2022 - 15°

 Rep. Ceca under 20 - Campionato europeo maschile di pallacanestro Under-20 20004 Gajdosik, 5 Hilšer, 6 Kosovic, 7 Soukup, 8 Nečas, 9 Welsch, 10 Ides, 11 Kukačka, 12 Zuzak, 13 Marek, 14 Chan, 15 Bartoň,        All. Tomas Barinka
 Rep. Ceca under 20 - Campionato europeo maschile di pallacanestro Under-20 20044 Marek, 5 Procházka, 6 Tóth, 7 Pištěcký, 8 Kraus, 9 Klimánek, 10 Fohler, 11 Ličartovský, 12 Benda, 13 Tomanec, 14 Houška, 15 Šteffel,        All. František Rón
 Rep. Ceca under 20 - Campionato europeo maschile di pallacanestro Under-20 20054 Marek, 5 Procházka, 6 Vukotic, 7 Pumprla, 8 Rotrekl, 9 Sismilich, 10 Fohler, 11 Uhlir, 12 Bohačík, 13 Tomanec, 14 Kramny, 15 Šteffel,        All. František Rón
 Rep. Ceca under 20 - Campionato europeo maschile di pallacanestro Under-20 20104 Vyral, 5 Kohout, 6 Voslajer, 7 Hering, 8 Satoranský, 9 Jelínek, 10 Balvín, 11 Cíz, 12 Souček, 13 Kříž, 15 Peterka,        All. Jan Slowiak
 Rep. Ceca under 20 - Campionato europeo maschile di pallacanestro Under-20 20134 Příhonský, 5 Šiška, 6 Bejček, 7 Kyzlink, 8 Kvapil, 9 Faifr, 10 Krivanek, 11 Kříž, 12 Fait, 13 Hrabovský, 14 Grunt, 15 Ausprunk,        All. Miroslav Marko
 Rep. Ceca under 20 - Campionato europeo maschile di pallacanestro Under-20 20144 Dedek, 5 Pumprla, 6 Kouřil, 7 Choleva, 8 Festr, 9 Soukal, 10 Šlechta, 11 Stegbauer, 12 Krivanek, 13 Slanina, 14 Heinzl, 15 Peterka,        All. Miroslav Marko
 Rep. Ceca under 20 - Campionato europeo maschile di pallacanestro Under-20 20154 Kouřil, 5 Šoula, 6 Dragoun, 7 Dedek, 8 Kroutil, 9 Půlpán, 10 Stegbauer, 11 Svoboda, 12 Štěrba, 13 Škranc, 14 Peterka, 16 Pecháček,        All. Petr Czudek
 Rep. Ceca under 20 - Campionato europeo maschile di pallacanestro Under-20 20165 Mareš, 6 Dragoun, 7 Potoček, 8 Půlpán, 9 Klímek, 11 Svoboda, 12 Sehnal, 13 Kroutil, 14 Chaloupka, 15 Jokl, 20 Roub, 21 Puršl,        All. Petr Czudek
 Rep. Ceca under 20 - Campionato europeo maschile di pallacanestro Under-20 20172 Dlugoš, 3 Váňa, 4 Goga, 7 Bukovjan, 8 Sehnal, 9 Kolář, 13 Nábělek, 15 Jelínek, 17 Kozák, 24 Roub, 72 Novák, 98 Tůma,        All. Petr Czudek
 Rep. Ceca under 20 - Campionato europeo maschile di pallacanestro Under-20 20222 Hanzlík, 3 Vlk, 6 Švec, 8 Kábrt, 11 Kejval, 14 Husták, 17 Jansà, 18 Vrábel, 23 Micka, 27 Rylich, 32 Bálint, 95 Kheil,        All. Lukáš Pivoda

## Under-19
Rappresenta i migliori giocatori di nazionalità ceca di età non superiore ai 19 anni. Partecipa a tutte le manifestazioni internazionali giovanili di pallacanestro per nazioni gestite dalla FIBA.

### Partecipazioni
Mondiali Under-19
- 2013 - 14°

 Rep. Ceca under 19 - Campionato mondiale maschile di pallacanestro Under-19 20134 Svoboda, 5 Šoula, 6 Kouřil, 7 Slanina, 8 Feštr, 9 Pecháček, 10 Křivánek, 11 Grunt, 12 Aušprunk, 13 Šafarčík, 14 Švandrlík, 15 Peterka,        All. Petr Jachan

## Under-18
Rappresenta i migliori giocatori di nazionalità ceca di età non superiore ai 18 anni. Partecipa a tutte le manifestazioni internazionali giovanili di pallacanestro per nazioni gestite dalla FIBA.
Nel corso degli anni questa selezione ha subito alcuni cambiamenti nel nome, dovuti agli adeguamenti nelle normative della FIBA in fatto di classificazione delle categorie giovanili.
Agli inizi la denominazione originaria era Nazionale Cadetti, in quanto la FIBA classificava le fasce di età dai 16 ai 18 anni con la denominazione "cadetti". Dal 2000, la FIBA ha modificato il tutto, equiparando sotto la dicitura under 18, sia denominazione che fasce di età. Da allora la selezione ha preso il nome attuale.
Fino al 1992, gli atleti cechi, hanno militato nella nazionale di categoria cecoslovacca.

### Partecipazioni
FIBA EuroBasket Under-18
- 2009 - 16°
- 2011 - 15°
- 2013 - 12°
- 2014 - 13°
- 2015 - 16°

- 2022 - 10°

## Under-17
Rappresenta i migliori giocatori di nazionalità ceca di età non superiore ai 17 anni. Partecipa a tutte le manifestazioni internazionali giovanili di pallacanestro per nazioni gestite dalla FIBA.

### Partecipazioni
- 2022 - 8°

## Under-16
Rappresenta i migliori giocatori di nazionalità ceca di età non superiore ai 16 anni. Partecipa a tutte le manifestazioni internazionali giovanili di pallacanestro per nazioni gestite dalla FIBA.
Nel corso degli anni questa selezione ha subito alcuni cambiamenti nel nome, dovuti agli adeguamenti nelle normative della FIBA in fatto di classificazione delle categorie giovanili.
Agli inizi la denominazione originaria era Nazionale Allievi, in quanto la FIBA classificava le fasce di età dai 16 ai 18 anni con la denominazione "allievi". Dal 2000, la FIBA ha modificato il tutto, equiparando sotto la dicitura under 18, sia denominazione che fasce di età. Da allora la selezione ha preso il nome attuale.
Fino al 1992, gli atleti cechi hanno militato nella nazionale di categoria cecoslovacca.

### Partecipazioni
FIBA EuroBasket Under-16
- 1993 - 12°
- 1995 - 11°
- 2007 - 13°
- 2008 -  2°
- 2009 - 16°

- 2011 -  2°
- 2015 - 15°